# Richard Sears
Richard Dudley Sears nebo Dick Sears (26. října 1861 Boston – 8. dubna 1941 tamtéž) byl americký tenista.
Vyhrál ve dvouhře prvních sedm ročníků US Open v letech 1881 až 1887, když nebyl v osmnácti zápasech ani jednou poražen (je jediným v historii, kdo dokázal vyhrát na jednom grandslamovém turnaji sedmkrát v řadě) a ve čtyřhře zvítězil v letech 1882–1887: pětkrát spolu s Jamesem Dwightem a v roce 1885 byl jeho spoluhráčem Joseph Sill Clark. Byl také spolu s Dwightem semifinalistou čtyřhry na Wimbledonu 1884 a čtvrtfinalistou dvouhry na Northern Lawn Tennis Championships. Tenisovou kariéru ukončil pro zranění v roce 1887, byl předsedou United States Tennis Association a v roce 1892 se stal mistrem USA v jeu de paume. V roce 1955 byl uveden do Mezinárodní tenisové síně slávy.
Byl absolventem Harvardovy univerzity. Tenisu se věnovali také jeho mladší bratr Philip Sears (semifinalista US Open 1888) a neteř Eleonora Searsová (čtyřnásobná vítězka US Open). Jeho vnuk John Winthrop Sears byl poslancem massachusettského zákonodárného sboru.